# Prefettura di Kindia
Kindia è una prefettura della Guinea nella regione di Kindia, con capoluogo Kindia.
La prefettura è divisa in 10 sottoprefetture:
- Bangouyah
- Damankanyah
- Friguiagbé
- Kindia
- Kolenté
- Madina-Oula
- Mambia
- Molota
- Samayah
- Souguéta